# Cayetano Potro
Cayetano Potro (nacido en 1914) fue un futbolista argentino. Se desempeñaba como delantero y debutó profesionalmente en Rosario Central.

## Carrera
Potro debutó en el canalla en 1932, y conformó la famosa delantera junto a Juan Cagnotti, Guzmán, Gómez y el "Chueco" García.

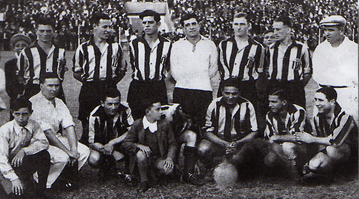
Rosario Central en 1933. Hincados aparecen los cinco delanteros: Juan Cagnotti, Julio Gómez, Sebastián Guzmán, Cayetano Potro, Enrique García.

Para 1933 ya era habitual su participación como titular; su desempeño como puntero izquierdo fue destacada en el recordado quinteto ofensivo. 
Se hizo presente en la red en los clásicos rosarinos en tres ocasiones: el 17 de septiembre de 1933, en la victoria de Central 3-1; el 15 de abril de 1934 en el triunfo canalla también por 3-1; el 8 de julio de 1934 en la derrota de su equipo por 3-2.
Obtuvo un único título con el club de Barrio Arroyito, el Torneo Preparación 1936, al vencer en la final de desempate a Newell´s por 3 a 2. A nivel de competencias nacionales disputó con el canalla la Copa Beccar Varela en su edición 1933. 
Cerró su participación en Central con 45 presencias y 28 goles.
Su carrera prosiguió en Chacarita Juniors, Estudiantes de La Plata y Quilmes.

## Clubes
| Club                    | País      | Año       |
| ----------------------- | --------- | --------- |
| Rosario Central         | Argentina | 1932-1936 |
| Chacarita Juniors       | Argentina | 1937      |
| Estudiantes de La Plata | Argentina | 1938      |
| Quilmes                 | Argentina | 1939      |
| Argentino de Quilmes    | Argentina | 1943      |

## Palmarés
| Equipo          | País      | Título             | Año  |
| --------------- | --------- | ------------------ | ---- |
| Rosario Central | Argentina | Torneo Preparación | 1936 |